# Rusłan Biełchorojew
Rusłan Kuriejszewicz Biełchorojew (ros. Руслан Курейшевич Белхороев; ur. 22 marca 1987) – rosyjski zapaśnik startujący w stylu klasycznym. Brązowy medalista mistrzostw Europy w 2008. Szósty w Pucharze Świata w 2010 i siódmy w 2009. Mistrz świata juniorów w 2007 i trzeci w 2006. Brązowy medalista mistrzostw Rosji w 2013 roku.